# Manuel Machado Ruiz
|  | Per a altres significats, vegeu «Manuel Machado (desambiguació)». |

Manuel Machado Ruiz (Sevilla, 29 d'agost de 1874 – Madrid, 19 de gener de 1947) fou un poeta i dramaturg espanyol, emmarcat en el modernisme, i germà d'Antonio Machado.

## Primers anys
Manuel era el fill gran d'Ana Ruiz Hernández i Antonio Machado Álvarez, al que seguirien Antonio, José, Joaquín i Francisco. Nascut a dos quarts de quatre de la matinada del 29 d'agost de 1874 en el número 20 del carrer de San Pedro Mártir, la seva infància va transcórrer a l'espai bucòlic del Palau de las Dueñas, on la seva família havia llogat una de les estances destinades a particulars. Quan Manuel tenia 9 anys, la família es va traslladar a Madrid, en aconseguir Antonio Machado Núñez, l'avi patern, una càtedra a la Universitat Central.

## Joventut
A Madrid va iniciar amb els seus germans els seus estudis en la Institución Libre de Enseñanza, dirigida per Francisco Giner de los Ríos, gran amic de l'avi de Manuel. Més tard els va completar amb el batxiller i una llicenciatura en Filosofia i Lletres per la Universitat de Sevilla, finalment aconseguida el 8 de novembre de 1897. En aquesta època va conèixer a la capital andalusa Eulalia Càceres, amb la que es casaria tretze anys després.
Lliurat a la vida bohèmia madrilenya juntament amb el seu germà Antonio, Manuel va començar a donar a conèixer les seves primeres poesies i col·laborar en joves publicacions com les editades per Francisco Villaespesa i Juan Ramón Jiménez. Al març de 1898, Manuel va viatjar a París per treballar com a traductor en l'editorial Garnier. El 1902, encara a París, va publicar el seu primer llibre Alma, un terme clau del vocabulari simbolista. Restà a la capital francesa fins a 1903, compartint pis amb Enrique Gómez Carrillo, Amado Nervo i Rubén Darío, i en l'última etapa amb l'actor Ricardo Calvo, que també acollí al seu apartament a dos Machado més, Antonio y Joaquín (que tornava de la seva experiència americana "malalt, solitari i pobre").
De retorn a Espanya, va desenvolupar una intensa activitat literària amb col·laboracions en el recentment fundat diari ABC i en la veterana Blanco y Negro. El 1903 va estrenar a Sevilla Amor al vuelo, comèdia burgesa amb final feliç escrita en col·laboració amb el seu amic de la infància José Luis Montoto (fill del folclorista Luis Montoto). Molt més trascendecia va tenir la publicació el 1905 del seu llibre Caprichos, amb dibuixos del seu germà José.
Després de publicar El mal poema i viure itinerant entre Madrid i Barcelona, acaba recalant de nou a Sevilla. Allí es casa, a la parròquia de San Juan de la Palma, el 16 de juny de 1910, amb la pacient Eulalia Càceres Sierra, de trenta anys (Manuel està a punt de complir els 36). El matrimoni es va traslladar a Madrid, on, segons Pérez Ferrero, el llibertí Manuel Machado "es va consagrar a la seva dona amb devoció única".

## Maduresa
El 1913, Manuel oposità al Cos Facultatiu d'Arxivers, Bibliotecaris i Arqueòlegs, aconseguint plaça a Santiago de Compostel·la, que gràcies a influències en el Ministeri, li van permutar per una a la Biblioteca Nacional de Madrid, i a l'any següent obtenir una altra plaça d'arxiver a l'Ajuntament de Madrid. Com a director de la Biblioteca Municipal (més tard Biblioteca Històrica Municipal) i el Museu Municipal de Madrid, va impulsar diverses revistes literàries d'escassa durada.
El 1914 esclata la Primera Guerra Mundial i Manuel deixa clara la seva posició "aliadòfila" en diversos escrits (Día por día de mi calendario, 1918). Acabada la contesa, viatjà per França i Bèlgica com a corresponsal d' El Liberal.

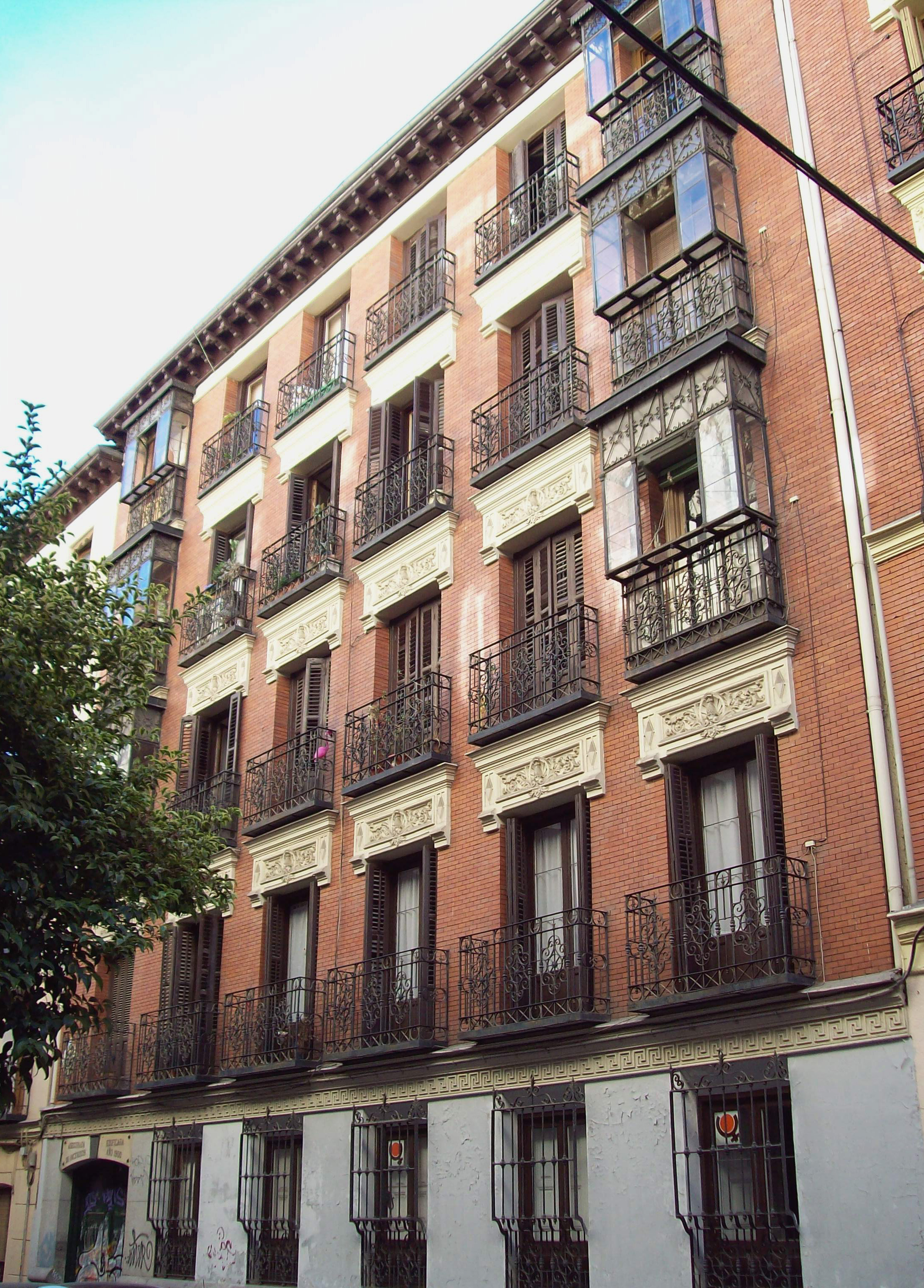
Edifici del carrer Churruca de Madrid en el que va viure Manuel Machado, des de 1919 fins a la seva mort.

El 1921 va publicar el que molts especialistes han considerat el seu millor poemari, Ars moriendi. Al fil del gran acolliment que té el llibre i la decisió del poeta de retirar-s'hi del món poètic, es creua entre Manuel i Antonio una discussió epistolar en la qual Manuel acaba escrivint: "La teva poesia no té edat. La meva sí que la té". Sentència contra la qual Antonio Machado, conclourà en una altra carta: "La poesia mai té edat quan és veritablement poesia"
Al llarg dels anys vint, els dos germans col·laboren amb gran èxit popular i de crítica en una sèrie de comèdies en vers, en una parenceria d'enteniment creatiu. José Antonio Primo de Rivera acut amb el seu pare a l'homenatge rendit als dos Machado amb motiu de l'estrena de La Lola se va a los puertos. En el discurs que pronuncia aquesta nit del 28 de novembre de 1929, (el primer del que ha quedat notícia), el jove (que després seria cap falangista) va dir, segons va recollir després la crònica de Blanco y Negro: "...dos intel·lectuals plens d'emoció humana, receptors i emissors de la gràcia, l'alegria i la tristesa populars...".
El 1931, en una acte celebrat en l'Ateneo de Madrid el 26 d'abril d'aquest any, Manuel fa públic, en col·laboració amb el músic Òscar Esplà i Triay, l'esborrany d'un himne per a la Segona República Espanyola (que provisionalment havia adoptat el de Riego). Els primers versos, escrits per Manuel en el seu fervor republicà, deien així:
Es el sol de una mañana
de gloria y vida, paz y amor.
Libertad florece y grana
en el milagro de su ardor.
¡Libertad!
España brilla a tu fulgor,
como una rosa de Verdad.
Manuel Machado apareix en la llista d'intel·lectuals espanyols que l'11 de febrer de 1933 van fundar l'Associació d'Amics de la Unió Soviètica. No obstant això, a partir d'aquest mateix any, Manuel va exterioritzar la seva posició personal davant els esdeveniments sociopolítics que l'envoltaven. En un article del diari madrileny La Libertad, Manuel Machado va fixar la seva ideologia:
| « | "El món es debat avui -lluny de tota llibertat- entre dues dictadures: la capitalista i la col·lectivista, la burgesa i la proletària, entre el feixisme i el comunisme. Ambdues són igualment enemigues de la individualitat(...). Ambdues són per a mi igualment detestables". | » |

## Vellesa
L'esclat de la guerra civil el va separar físicament de la resta de la seva família. La rebel·lió militar del 18 de juliol sorprèn Manuel i Eulalia a Burgos, visitant com tots els anys Carmen Càceres, religiosa de l'orde de les Esclaves del Sagrat Cor.
El matrimoni s'allotja en la pensió Filomena, entre toreros, intel·lectuals, actors, militars, funcionaris i periodistes. Els seus contertul·lians van des de l'amic Ricardo Calvo o el destre Marcial Lalanda, fins a Juan Ignacio Luca de Tena o el futur ministre José Ibáñez Martín.
Una entrevista concedida a una revista francesa (Comoedia) aquest mateix juliol de 1936 (en la qual Manuel comet la indiscreció de comentar que "això pot durar set anys, com la guerra carlista"), és aprofitada per Mariano Daranas, corresponsal d'ABC a París, per denunciar al "eminent líric i afortunat buròcrata". Ha esclatat el festival de les enveges a Espanya, que causaran tants morts o més que les accions bèl·liques. Manuel Machado va ser detingut per la policia el 29 de setembre, romanent empresonat fins a l'1 d'octubre (gràcies a una llarga llista d'intercessors, de la certesa de la qual no ha pogut arribar-se a donar referència certa).
Miguel Pérez Ferrero, un dels seus primers biògrafs junt amb Miguel d'Ors, relata el succés de l'inesperat nomenament de Manuel com a acadèmic de la Llengua Espanyola. La notícia la hi donen "dos escriptors que arriben de Salamanca" (Pemán i D'Ors), comunicant-li la seva elecció per unanimitat amb data de 5 de gener de 1938, i a condició que prengués possessió immediatament. Manuel va acceptar, pronunciant en el Palau de San Telmo de Sant Sebastià el seu discurs d'ingrés entorn de la seva pròpia obra el 19 de febrer d'aquest mateix any.
Manuel va continuar escrivint poesia i participant en projectes com Los versos del combatiente o la Corona de sonetos en honor de José Antonio Primo de Rivera, culminant el seu compromís político-literari amb el poema «Al sable del Caudillo», en prendre Madrid les tropes rebels, l'any 1939.
No ha quedat clar com es va arribar a assabentar-se Manuel de la mort de la seva mare i el seu germà Antonio. Van entrar a França en direcció París, però en el camí se'ls va informar que les morts havien esdevingut a Cotlliure, on hi van acudir ell i Eulalia i van romandre dos dies, tornant després a Burgos.
Després de la guerra es va reincorporar al seu càrrec de director de l'Hemeroteca i del Museu Municipal de Madrid, jubilant-se poc després. Va seguir escrivint poesia, en gran part de caràcter religiós, influït per la seva esposa i l'entorn. La seva labor literària a favor de diverses figures i símbols del franquisme va ser més tard molt criticada.
Va morir a Madrid el 19 de gener de 1947. Va ser enterrat en el cementiri de La Almudena, després d'un funeral presidit pel ministre d'Educació Nacional, José Ibáñez Martín i Pemán, en aquells dies director de la Reial Acadèmia.
Després de fer donació de la biblioteca i arxiu del seu marit a la Diputació Provincial de Burgos i la Institución Fernán González, la seva vídua va ingressar en una congregació religiosa dedicada a la cura de nens abandonats i malalts.

## Obra
Manuel Machado va continuar en alguns aspectes la tasca del seu pare com a divulgador i renovador del folklore popular i el «cant profund». La seva producció poètica abunda en estructures idònies pel cant: cobla, seguidilla, i soleares. Va crear una nova variant de soleá en la qual el vers central té un nombre desproporcionat de síl·labes (9, 10, 11, o més síl·labes), que va batejar com soleariya. També va conrear el romanç, els quartets i sirventesos, i el sonet, estrofa que va renovar amb una variant (el sonetillo), que utilitza versos d'art menor, generalment octosíl·labs, i en algun cas trisíl·labs (com en el sonet titulat «Verano»).
Influït per Verlaine i Rubén Darío, el seu vers apareix enginyós, àgil i expressiu, amb petjades del parnasianisme i els poetes maleïts francesos. Sovint s'ha contraposat aquest vessant definidament modernista amb la seva inserció en el context de la Generació del 98.

### Llibres de poemes
- Tristes y alegres (1894)
- Alma (1902).
- Caprichos (1902).
- Los cantares (1905).
- La Fiesta Nacional (1906).
- El mal poema (1909).
- Apolo (1911).
- Cante hondo (1916).
- Ars moriendi (1921).
- Phoenix (1936).
- Horas de oro (1938).

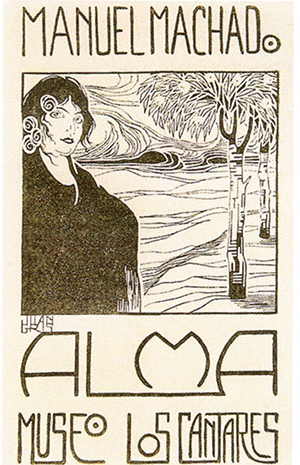
Edició d' Alma. Museo. Los cantares, a càrrec del llibreter Gregorio Pueyo i dibuix de portada de Juan Gris.

- Poesía. Opera omnia Lyrica (1940).
- Cadencias de cadencias. Nuevas dedicatorias (1943).
- Horario (1947).
- La fiesta nacional
- Cante hondo

### Obres de teatre
Els germans Manuel i Antonio escriviren plegats algunes obres dramàtiques d'ambient andalús. La seva obra més popular seria La Lola se va a los puertos, duta al cinema dos cops.
- Desdichas de la fortuna o Julianillo Valcárcel (1926).
- Juan de Mañara (1927).
- Las adelfas (1928).
- La Lola se va a los puertos (1929). (Llegir a Wikisource)
- La prima Fernanda (1931).
- La duquesa de Benamejí (1932).
- El hombre que murió en la guerra (1928. Estrenada el 1941)

Encara que l'obra poètica de tots dos és molt diferent, s'aprecien certs paral·lelismes. Així, tots dos van compondre sengles poesies autobiogràfiques («Adelfos», de Manuel, i «Retrato», d'Antonio), utilitzant versos alexandrins organitzats en sirventesos.

### Novel·la
- El amor y la muerte (1913).

### Assaig
- La guerra literaria (1914).
- Un año de teatro (1918).

### Traducció
- Paul Verlaine, Fiestas galantes (1911).